# Слитный
Сли́тный (Нурмисаари, фин. Nurmisaari — «травяной остров») — небольшой скалистый остров в северо-западной части Ладожского озера. Длина острова — 1,05 км. Относится к группе Ладожских шхер. Территория принадлежит Приозерскому району Ленинградской области.

## Топографические карты
- Лист карты P-36-97,98 Приозерск. Масштаб: 1 : 100 000. Указать дату выпуска/состояния местности.